# 비몽
《비몽》(悲夢)은 2008년 오다기리 조와 이나영이 주연한 김기덕 감독의 15번째 영화이다.

## 줄거리
지나간 사랑을 그리워하는 진(오다기리 조)는 꿈 안에서 헤어진 여자친구를 자동차로 찾아가다가 교통사고를 냈다.
일어난 후에도 진은 그 꿈이 꿈이 아니냐고 의심해서 자동차를 탔더니, 꿈과 같은 길에서 같은 사고가 있었다는 사실을 알았다. CCTV 영상을 증거로 경찰에 구속된 여자가 란(이나영)이었다.
란은 몽유병을 앓는데 수상하게도 진이 꾸는 꿈대로 행동하는 것이 습관이 되어 있었다. 란도 남자친구와 헤어져 얼마 안 되는데 진과 달리 옛 애인을 만나기 싫었다. 하지만 진이 꾸는 꿈 때문에 자신의 의지와 달리 더 이상 보고 싶지 않는 옛 애인을 찾아가야 한다.
란의 부탁에도 불구하고 진은 옛 애인에 대한 그리움을 버릴 수 없고 계속 꿈을 꾼다. 해결 위해 진과 란은 정신과 의사를 만났다. 그런데 의사는 진과 란이 사귀면 더 이상 악몽에 괴로워하지 않아고 된다고 말해서...

## 캐스팅
- 오다기리 조 - 진 역
- 이나영 - 란 역
- 박지아 - 진의 첫사랑 역
- 진태현 - 란의 옛 애인 역
- 이계진 - 본인 역
- 김왕용 - 교통계 조서경찰 역
- 김문찬 - 강력계 조서경찰 역
- 이호영 - 현장경찰 1 역
- 김민수 - 현장경찰 2 역
- 황도연 - 경찰 1 역
- 염철호 - 경찰 2 역
- 코이케 유이
- 엄기영 : 앵커 엽
- 노우진
- 심형래 - 영구 역 (특별출연)
- 아이자와 리나